# Lycoperdon
Lycoperdon  is een geslacht van schimmels behorend tot de familie Lycoperdaceae. De typesoort is Lycoperdon perlatum.
De naam voor het geslacht komt uit het Latijn. Lycos betekent wolf en perdon betekent buikwind, vergelijkbaar met het Griekse perdesthai dat laten van een scheet betekent. Deze naam verwijst naar het plotseling loslaten van sporen uit het vruchtlichaam.

## Soorten
Volgens Index Fungorum telt het geslacht 188 soorten (peildatum januari 2023):
| Soortnaam                                       | Auteur(s)                                                      | Publicatiejaar |
| ----------------------------------------------- | -------------------------------------------------------------- | -------------- |
| Lycoperdon abscissum                            | R.E. Fr.                                                       | 1908           |
| Lycoperdon abyssinicum                          | (Mont.) Dring                                                  | 1964           |
| Lycoperdon adustum                              | Velen.                                                         | 1922           |
| Lycoperdon albidum                              | Velen.                                                         | 1922           |
| Lycoperdon albinum                              | Cooke                                                          | 1887           |
| Lycoperdon albiperidium                         | Chang S. Kim                                                   | 2016           |
| Lycoperdon albostipitatum                       | (Baseia & Alfredo) Baseia, Alfredo & M.P. Martín               | 2017           |
| Lycoperdon altimontanum                         | Kreisel                                                        | 1976           |
| Lycoperdon americanum                           | Demoulin                                                       | 1972           |
| Lycoperdon angulatum                            | Dissing & M. Lange                                             | 1962           |
| Lycoperdon arenicola                            | (Alfredo & Baseia) Baseia, Alfredo & M.P. Martín               | 2017           |
| Lycoperdon argentinum                           | Speg.                                                          | 1898           |
| Lycoperdon ashantiense                          | Dring                                                          | 1964           |
| Lycoperdon asiaticum                            | Kreisel                                                        | 1975           |
| Lycoperdon asperrimum                           | Welw. & Curr.                                                  | 1868           |
| Lycoperdon asperum                              | (Lév.) Speg.                                                   | 1881           |
| Lycoperdon assimile                             | Velen.                                                         | 1922           |
| Lycoperdon atropurpureum                        | Vittad.                                                        | 1842           |
| Lycoperdon avellaneum                           | Bres.                                                          | 1926           |
| Lycoperdon bayeri                               | Velen.                                                         | 1922           |
| Lycoperdon bicolor                              | Welw. & Curr.                                                  | 1868           |
| Lycoperdon bispinosum                           | Yasuda                                                         | 1923           |
| Lycoperdon bohemicum                            | Velen.                                                         | 1922           |
| Lycoperdon bonariense                           | Speg.                                                          | 1898           |
| Lycoperdon bubakii                              | Bres.                                                          | 1908           |
| Lycoperdon calcareum                            | Velen.                                                         | 1922           |
| Lycoperdon candidum                             | Pers.                                                          | 1800           |
| Lycoperdon cantareirensis                       | Henn.                                                          | 1904           |
| Lycoperdon caudatum                             | J. Schröt.                                                     | 1889           |
| Lycoperdon chilense                             | Speg.                                                          | 1910           |
| Lycoperdon cisneroi                             | (Speg.) Herter                                                 | 1933           |
| Lycoperdon cokeri                               | Demoulin                                                       | 1972           |
| Lycoperdon colensoi                             | Cooke & Massee                                                 | 1887           |
| Lycoperdon compactum                            | G. Cunn.                                                       | 1926           |
| Lycoperdon compressum                           | Lloyd                                                          | 1905           |
| Lycoperdon conspurcatum                         | Berk. & Broome                                                 | 1873           |
| Lycoperdon costaricense                         | (M.I. Morales) Baseia, Alfredo & M.P. Martín                   | 2017           |
| Lycoperdon crocatum                             | Pat.                                                           | 1901           |
| Lycoperdon cruciatum                            | Rostk.                                                         | 1839           |
| Lycoperdon cupreum                              | Velen.                                                         | 1922           |
| Lycoperdon cupricolor                           | Lloyd                                                          | 1906           |
| Lycoperdon curtisii                             | Berk.                                                          | 1873           |
| Lycoperdon cyclicum                             | McAlpine                                                       | 1898           |
| Lycoperdon cystidiferum                         | Velen.                                                         | 1922           |
| Lycoperdon darjeelingense                       | B.M. Sharma                                                    | 1991           |
| Lycoperdon decipiens                            | Durieu & Mont.                                                 | 1848           |
| Lycoperdon demoulinii                           | Baseia, Alfredo & M.P. Martín                                  | 2017           |
| Lycoperdon denudatum                            | Velen.                                                         | 1922           |
| Lycoperdon dermoxanthum                         | Vittad.                                                        | 1842           |
| Lycoperdon desertorum                           | Velen.                                                         | 1922           |
| Lycoperdon desmazieri                           | Lloyd                                                          | 1905           |
| Lycoperdon djurense                             | Henn.                                                          | 1901           |
| Lycoperdon duthiei                              | Bottomley                                                      | 1948           |
| Lycoperdon echinatum (Stekelige stuifzwam)      | Pers.                                                          | 1794           |
| Lycoperdon echinella                            | (Pat.) S. Ahmad                                                | 1941           |
| Lycoperdon echinulatum                          | Berk. & Broome                                                 | 1873           |
| Lycoperdon endotephrum                          | Pat.                                                           | 1902           |
| Lycoperdon ericaeum (Dopheistuifzwam)           | Bonord.                                                        | 1857           |
| Lycoperdon estonicum                            | Demoulin                                                       | 1972           |
| Lycoperdon excipuliforme (Plooivoetstuifzwam)   | (Scop.) Pers.                                                  | 1801           |
| Lycoperdon excoriatum                           | Lloyd                                                          | 1905           |
| Lycoperdon exiguum                              | Velen.                                                         | 1922           |
| Lycoperdon eylesii                              | Verwoerd                                                       | 1926           |
| Lycoperdon fasciculatum                         | Lloyd                                                          | 1936           |
| Lycoperdon faveolum                             | Lloyd                                                          | 1905           |
| Lycoperdon fimicola                             | Lloyd                                                          | 1926           |
| Lycoperdon flavotinctum                         | Bowerman                                                       | 1961           |
| Lycoperdon floccosum                            | Lloyd                                                          | 1905           |
| Lycoperdon foliicola                            | Lloyd                                                          | 1923           |
| Lycoperdon frigidum                             | Demoulin                                                       | 1972           |
| Lycoperdon frostii                              | Peck                                                           | 1879           |
| Lycoperdon fuligineum                           | Berk. & M.A. Curtis                                            | 1868           |
| Lycoperdon fusiforme                            | M. Zang                                                        | 1980           |
| Lycoperdon glabellum                            | Peck                                                           | 1878           |
| Lycoperdon glabratum                            | Velen.                                                         | 1922           |
| Lycoperdon glabrescens                          | Berk.                                                          | 1859           |
| Lycoperdon glabrum                              | R. Heim                                                        | 1932           |
| Lycoperdon globosopiriforme                     | Lloyd                                                          | 1920           |
| Lycoperdon globosum                             | Bolton                                                         | 1790           |
| Lycoperdon griseolilacinum                      | Henn.                                                          | 1900           |
| Lycoperdon gulmargense                          | K.S. Thind & I.P.S. Thind                                      | 1988           |
| Lycoperdon henningsii                           | Sacc. & P. Syd.                                                | 1902           |
| Lycoperdon heterosporum                         | Velen.                                                         | 1922           |
| Lycoperdon himalayense                          | K.S. Thind & I.P.S. Thind                                      | 1988           |
| Lycoperdon hungaricum                           | Hollós                                                         | 1901           |
| Lycoperdon indicum                              | K.S. Thind & I.P.S. Thind                                      | 1988           |
| Lycoperdon juruense                             | Henn.                                                          | 1904           |
| Lycoperdon laevisporum                          | Velen.                                                         | 1922           |
| Lycoperdon lahorense                            | N. Yousaf & A.N. Khalid                                        | 2020           |
| Lycoperdon lambinonii                           | Demoulin                                                       | 1972           |
| Lycoperdon lewisii                              | Lloyd                                                          | 1923           |
| Lycoperdon lignicola                            | Massee                                                         | 1908           |
| Lycoperdon lignigenum                           | Henn. & E. Nyman                                               | 1899           |
| Lycoperdon lividum (Melige stuifzwam)           | Pers.                                                          | 1809           |
| Lycoperdon longicaudum                          | Henn.                                                          | 1897           |
| Lycoperdon longistipes                          | M. Zang & M.S. Yuan                                            | 1999           |
| Lycoperdon macrogemmatum                        | Lloyd                                                          | 1906           |
| Lycoperdon macrorhizum                          | Speg.                                                          | 1881           |
| Lycoperdon macrosporum                          | Velen.                                                         | 1922           |
| Lycoperdon mammiforme                           | Pers.                                                          | 1801           |
| Lycoperdon mammosum                             | Har. & Pat.                                                    | 1909           |
| Lycoperdon mauryanum                            | Pat. ex Demoulin                                               | 1972           |
| Lycoperdon melanesicum                          | Demoulin                                                       | 1976           |
| Lycoperdon microporus                           | (Berk.) Zeller & C.W. Dodge                                    | 1934           |
| Lycoperdon microspermum                         | Berk.                                                          | 1851           |
| Lycoperdon mixtecorum                           | R. Heim                                                        | 1966           |
| Lycoperdon miyabei                              | (Lloyd) S. Ito                                                 | 1955           |
| Lycoperdon molle (Zachtstekelige stuifzwam)     | Pers.                                                          | 1801           |
| Lycoperdon moravicum                            | Velen.                                                         | 1922           |
| Lycoperdon mundkurii                            | S. Ahmad                                                       | 1942           |
| Lycoperdon nainitalense                         | K.S. Thind & I.P.S. Thind                                      | 1988           |
| Lycoperdon natalense                            | Cooke & Massee                                                 | 1887           |
| Lycoperdon nettyanum                            | Ramsey                                                         | 1980           |
| Lycoperdon nigrescens (Zwartwordende stuifzwam) | Pers.                                                          | 1794           |
| Lycoperdon nitidum                              | Lloyd                                                          | 1924           |
| Lycoperdon niveum                               | Kreisel                                                        | 1969           |
| Lycoperdon norvegicum                           | Demoulin                                                       | 1971           |
| Lycoperdon nudum                                | (Alfredo & Baseia) Baseia, Alfredo & M.P. Martín               | 2017           |
| Lycoperdon oblongatum                           | Accioly, Baseia & M.P. Martín                                  | 2017           |
| Lycoperdon olivaceum                            | Velen.                                                         | 1922           |
| Lycoperdon opizii                               | Velen.                                                         | 1922           |
| Lycoperdon ostiolatum                           | Pat. & Har.                                                    | 1906           |
| Lycoperdon oubanguiense                         | Har. & Pat.                                                    | 1909           |
| Lycoperdon oudemansii                           | Ferd.                                                          | 1910           |
| Lycoperdon ovalicaudatum                        | D. Bisht, J.R. Sharma & Kreisel                                | 2006           |
| Lycoperdon ovoidisporum                         | Cortez, Baseia & R.M.B. Silveira                               | 2011           |
| Lycoperdon pampeanum                            | Speg.                                                          | 1896           |
| Lycoperdon papillosum                           | Velen.                                                         | 1922           |
| Lycoperdon peipingense                          | Teng                                                           | 1933           |
| Lycoperdon perlatum (Parelstuifzwam)            | Pers.                                                          | 1796           |
| Lycoperdon pilatii                              | Velen.                                                         | 1922           |
| Lycoperdon pileatum                             | Velen.                                                         | 1922           |
| Lycoperdon pileolatum                           | (Kalchbr.) G. Cunn.                                            | 1944           |
| Lycoperdon pohuanense                           | Teng                                                           | 1932           |
| Lycoperdon poltaviense                          | Sosin                                                          | 1952           |
| Lycoperdon polycephalum                         | Lloyd                                                          | 1924           |
| Lycoperdon polymorphum                          | Scop.                                                          | 1772           |
| Lycoperdon polytrichum                          | Lloyd                                                          | 1905           |
| Lycoperdon pratense (Afgeplatte stuifzwam)      | Pers.                                                          | 1794           |
| Lycoperdon proximum                             | Rick                                                           | 1930           |
| Lycoperdon pseudocepiforme                      | Hollós                                                         | 1901           |
| Lycoperdon pseudocurtisii                       | N. Yousaf & A.N. Khalid                                        | 2020           |
| Lycoperdon pseudogemmatum                       | Speg.                                                          | 1884           |
| Lycoperdon pseudopusillum                       | Hollós                                                         | 1903           |
| Lycoperdon pseudopyriforme                      | Speg.                                                          | 1889           |
| Lycoperdon pseudoradicans                       | Lloyd                                                          | 1902           |
| Lycoperdon pseudoumbrinum                       | Hollós                                                         | 1903           |
| Lycoperdon purpurascens                         | Berk. & M.A. Curtis                                            | 1858           |
| Lycoperdon qudenii                              | Bottomley                                                      | 1948           |
| Lycoperdon rarum                                | Rick                                                           | 1930           |
| Lycoperdon retinosum                            | Velen.                                                         | 1922           |
| Lycoperdon retis                                | Lloyd                                                          | 1923           |
| Lycoperdon rhodesianum                          | Verwoerd                                                       | 1928           |
| Lycoperdon rimulatum                            | Peck                                                           | 1888           |
| Lycoperdon roseocarneum                         | Beeli                                                          | 1927           |
| Lycoperdon rupicola                             | Jeppson, E. Larss. & M.P. Martín                               | 2012           |
| Lycoperdon samoense                             | Bres. & Pat.                                                   | 1901           |
| Lycoperdon scleroderma                          | Speg.                                                          | 1884           |
| Lycoperdon semi-immersum                        | Lloyd                                                          | 1924           |
| Lycoperdon separans                             | Peck                                                           | 1874           |
| Lycoperdon setiferum                            | Demoulin                                                       | 1976           |
| Lycoperdon shimousanum                          | Kasuya & Katum.                                                | 2006           |
| Lycoperdon sosinii                              | (Rebriev & Bulakh) Baseia, B.D.B. Silva, Alfredo & M.P. Martín | 2017           |
| Lycoperdon spadiceum                            | Schaeff.                                                       | 1774           |
| Lycoperdon sphaerale                            | Lév. ex Har.                                                   | 1901           |
| Lycoperdon subcretaceum                         | (Zeller) Jeppson & E. Larss.                                   | 2010           |
| Lycoperdon subincarnatum                        | Peck                                                           | 1872           |
| Lycoperdon submontanum                          | Velen.                                                         | 1922           |
| Lycoperdon subpedicellatum                      | Pilát                                                          | 1937           |
| Lycoperdon subperlatum                          | Chang S. Kim & S.K. Han                                        | 2016           |
| Lycoperdon subumbrinum                          | Jeppson & E. Larss.                                            | 2012           |
| Lycoperdon subvelatum                           | Lloyd                                                          | 1905           |
| Lycoperdon sulcatostomum                        | (C.R. Alves & Cortez) Baseia, Alfredo & M.P. Martín            | 2017           |
| Lycoperdon tasmanicum                           | Massee                                                         | 1901           |
| Lycoperdon tephrum                              | Berk. ex Massee                                                | 1887           |
| Lycoperdon thermophilum                         | Velen.                                                         | 1922           |
| Lycoperdon todayense                            | Copel.                                                         | 1905           |
| Lycoperdon truncicola                           | Velen.                                                         | 1922           |
| Lycoperdon umbrinoides                          | Dissing & M. Lange                                             | 1962           |
| Lycoperdon umbrinum (Donkerbruine stuifzwam)    | Pers.                                                          | 1794x          |
| Lycoperdon velutinum                            | Berk. & M.A. Curtis                                            | 1892           |
| Lycoperdon viaticum                             | Velen.                                                         | 1922           |
| Lycoperdon vietnamense                          | Rebriev & A.V. Alexandrova                                     | 2019           |
| Lycoperdon vittadinii                           | Massee                                                         | 1887           |
| Lycoperdon weinmannii                           | Sosin                                                          | 1952           |
| Lycoperdon xerophilum                           | Velen.                                                         | 1922           |
| Lycoperdon yasudae                              | (Lloyd) Kreisel                                                | 1969           |
| Lycoperdon yetisodale                           | Kreisel                                                        | 1969           |